# 圣莫里斯苏莱科特
圣莫里斯苏莱科特（法語：Saint-Maurice-sous-les-Côtes，法語發音：[sɛ̃ moʁis su le kot]）是法国默兹省的一个市镇，位于该省东部，属于科梅尔西区。

## 地理
圣莫里斯苏莱科特（49°0'56"N, 5°40'42"E）面积9.3 平方千米，位于法国大東部大區默兹省，该省份为法国西北部内陆省份，北与比利时接壤，西接马恩省和阿登省，南至上马恩省和孚日省，东临默尔特-摩泽尔省。
与圣莫里斯苏莱科特接壤的市镇（或旧市镇、城区）包括：阿维莱尔圣克鲁瓦、阿农维尔苏莱科特、拉莫尔维尔、蒂洛、维尼厄勒-莱阿通沙泰勒。

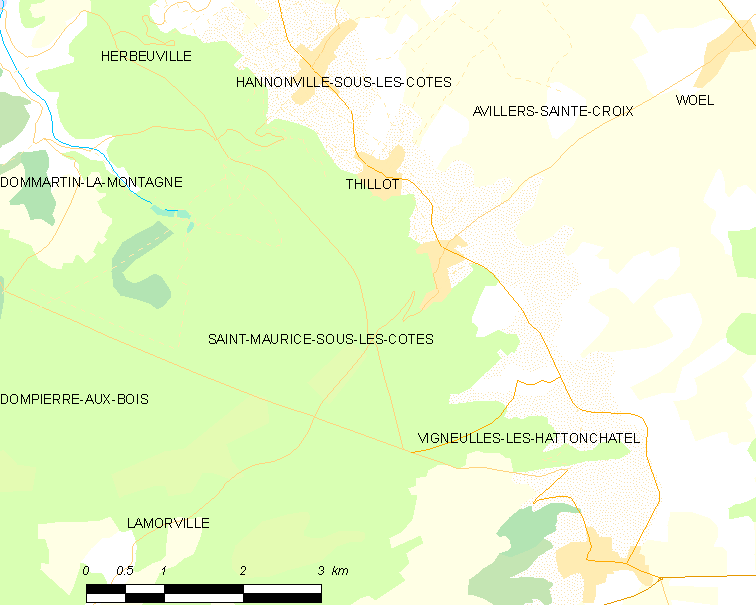
圣莫里斯苏莱科特的OSM定位图

圣莫里斯苏莱科特的时区为UTC+01:00、UTC+02:00（夏令时）。

## 行政
圣莫里斯苏莱科特的邮政编码为55210，INSEE市镇编码为55462。

## 政治
圣莫里斯苏莱科特所属的省级选区为圣米耶勒县。

## 人口

1962-2008年间圣莫里斯苏莱科特人口变化图示

圣莫里斯苏莱科特于2022年1月1日时的人口数量为359人。